# ナインリーヴズ
ナインリーヴズ（Nine Leaves）は滋賀県大津市にあるラム酒蒸溜所、およびそこで製造されているラム酒の銘柄である。

## 概要
日本でラム酒を製造しているのは、奄美群島、沖縄県、高知県などがあるが、ナインリーヴズは滋賀県大津市に蒸溜所を設けており、本州初のラムブランドとなる。
運営は愛知県名古屋市中区に本社を置く自動車部品製造業・竹廣株式会社が行っている。蒸留およびボトルのラベル貼りなど作業は創業者兼蒸留責任者である竹内義治が1人で行っている。
蒸留器は、スコットランドの蒸留器メーカーであるフォーサイスの製品を用いている。

## 歴史
竹内は祖父の代から自動車関連部品の製造業を家業としており、竹内自身も大手自動車メーカーの生産管理部勤務を経て稼業の代表取締役に就任した。竹内はその頃からラム酒の製造販売に興味を持つようになり、ベンチャーウイスキーの秩父蒸留所で研修を受け、酒造免許を取得。
「超」が付くともいわれる軟水を湧かせる岩間山に目を付け、この地に蒸留所を建設。2013年3月に蒸留所は完成し、2013年6月より本州での蒸留が初となるラム酒「NINE LEAVES CLEAR」の発売を開始した。
2015年には岡山県瀬戸内市のサトウキビ農家と提携し、契約栽培を行い、アグリコール・ラムの製造を開始した。
2018年にはサンクトガーレン（神奈川県厚木市）から、ナインリーヴズでラム酒を熟成した後の樽に黒ビールを詰めて約1年間熟成させた「インペリアルチョコレートスタウト ナインリーヴズ バレルエイジ」の販売を行う。ラム樽熟成のビールの製造は日本初となる。

## 名前の由来
ナインリーヴズを直訳すると「9枚の葉」であるが、これは竹内家の家紋「九枚笹」から採られている。「竹は根が強く、その土地を強くする」との思いが込められている。

## 賞歴
NINE LEAVES CLEAR
- 「RHUM FEST PARIS 2014」イノベーション部門で銀賞
RHUM FESTにおける日本産ラム酒の受賞は初となる。
- 「マイアミ・ラム・ルネサンス・フェスティバル2015」プレミアムホワイトラム部門で金賞

ANGEL'S HALF（エンジェルズハーフ）
樽熟成を行ったもの
- 「III CONGRESO INTERNACIONAL DEL RON MADRID 2014」熟成5年以下部門で銅賞